# Solar Maximum Mission
Solar Maximum Mission ou SolarMax est une mission spatiale d'observation du Soleil développée par l'agence spatiale américaine, la NASA, et placée en orbite le 14 février 1980. Lancé à une période coïncidant avec le pic du cycle solaire de 11 ans de l'activité solaire, le observatoire spatial a pour objectif l'étude des éruptions solaires particulièrement nombreuses durant cette phase de la vie du Soleil et dont la génèse reste mystérieuse.
SolarMax est un engin spatial de plus de deux tonnes qui emporte une série de spectromètres lui permettant de recueillir des données sur l'ensemble du spectre électromagnétique (ultraviolet, X et rayons gamma). Victime d'une défaillance de son système de contrôle d'attitude il est le premier satellite réparé en orbite par un équipage de la navette spatiale américaine.

## Contexte
SolarMax est une mission spatiale d'héliophysique (étude du Soleil). Elle est planifiée à la demande de la communauté scientifique après que celle-ci ait eu plusieurs années pour exploiter les données scientifiques collectées par les observatoires solaires installés à bord de la station spatiale américaine Skylab. En essayant de comprendre ces informations ainsi que celle fournies par la série d'observatoires spatiaux OSO, les astronomes ont réalisé que celles-ci soulevaient de nouvelles questions qui nécessitaient de recueillir des données supplémentaires à l'aide d'une nouvelle génération d'instruments. Pour répondre à ce besoin, la NASA développe la mission SolarMax qui comme son nom l'indique devait observer le Soleil durant le pic de son activité. Il est prévu que le satellite soit ramené sur Terre par la navette spatiale américain en fin de mission.

## Objectifs
SolarMax a pour objectif d'étudier et de fournir des données sur les éruptions solaires et les phénomènes associés en collectant des données sur une large partie du spectre électromagnétique comprenant le rayonnement ultraviolet, le rayonnement X et le rayonnement gamma. Ces données doivent être collectées durant le pic d'activité du cycle de 11 ans. Il s'agit de mieux comprendre la nature des phénomènes violents du Soleil et leurs effets sur la Terre. SolarMax doit également mesurer de manière continue le flux du rayonnement solaire. Pour améliorer la compréhension de  ces phénomènes la collecte des données est réalisée de manière coordonnée avec des mesures in situ des émissions de particules réalisées par le satellite ISEE 3,.

## Déroulement de la mission

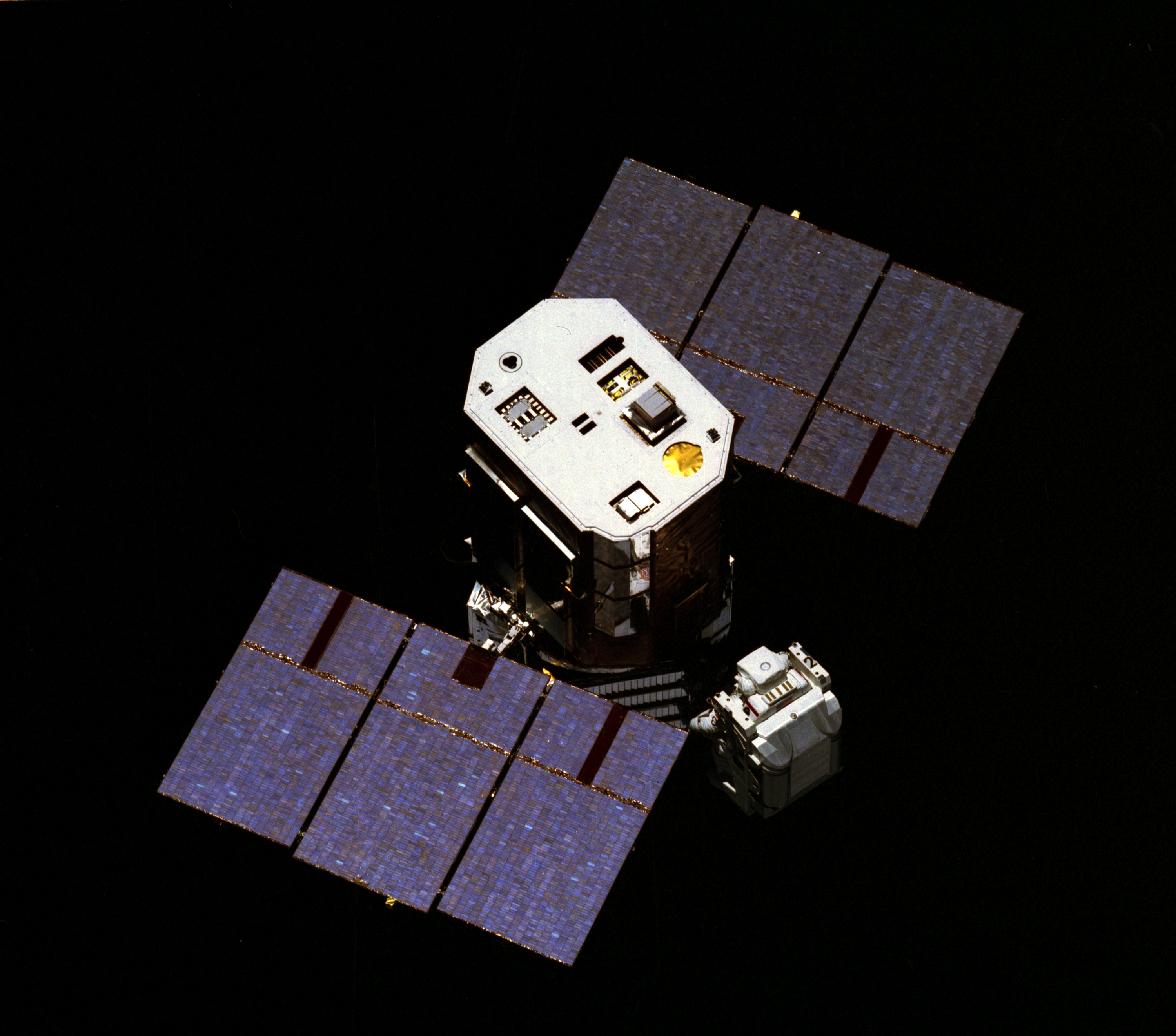
Le spécialiste de mission George Nelson effectue une première tentative, qui est infructueuse, pour attraper SolarMax lors de la mission de réparation par l'équipage de la navette spatiale Challenger.

### Lancement (février 1980)
SolarMax est lancé le 14 février 1980 par une fusée Delta 3910 et placé sur une orbite terrestre basse de 508 × 512 km avec une inclinaison de 28,5°.

### Opération de sauvetage par une mission de la navette spatiale américaine (avril 1984)

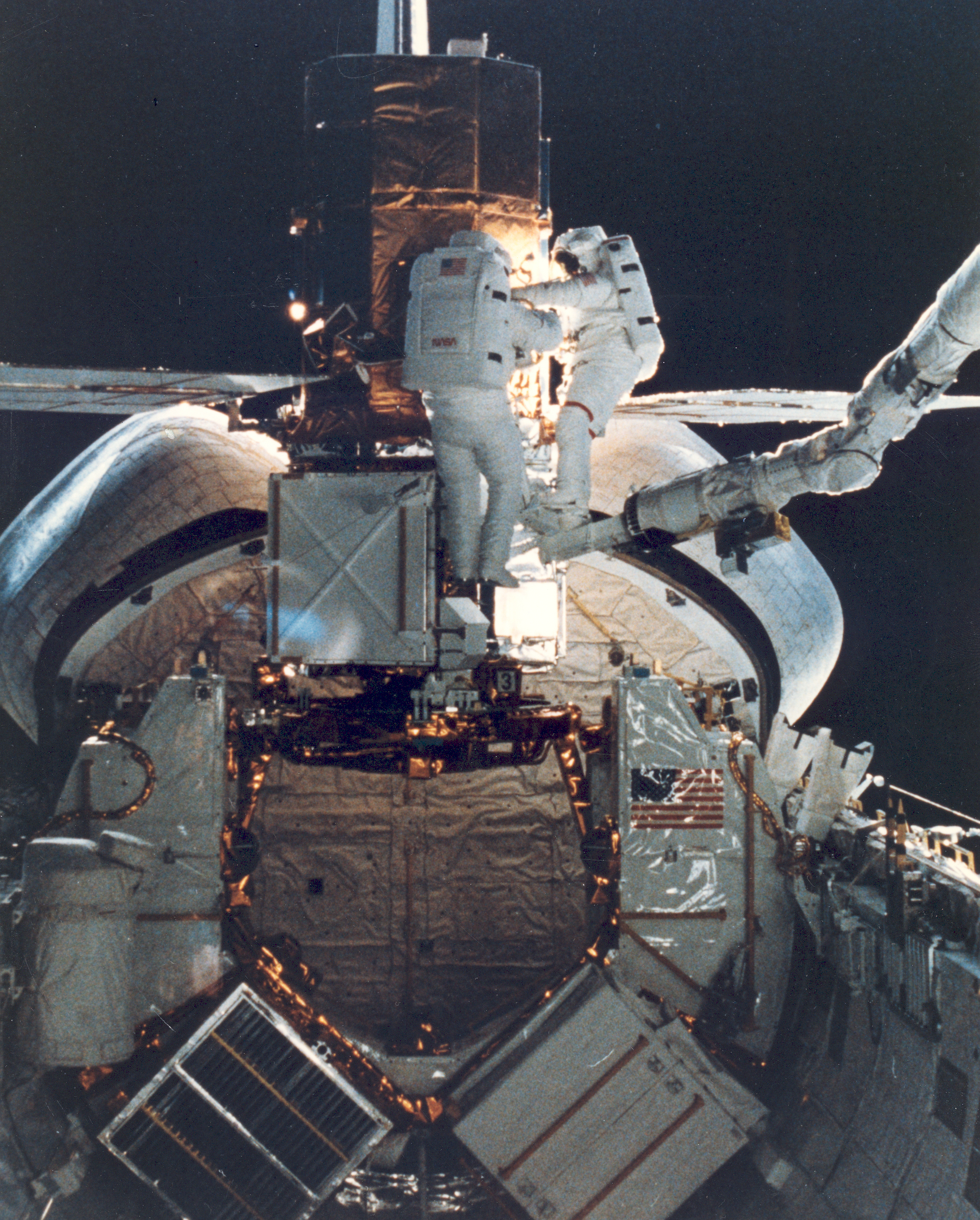
Le satellite SolarMax dans la soute de la navette spatiale est entouré par les astronautes Nelson et von Hoften chargés d'effectuer les opérations de réparation du satellite.

En décembre 1980, quelques mois après le début des opérations scientifiques, la défaillance de fusibles entraîne la mise hors service du système normal de pointage des instruments. Le contrôle d'attitude repose désormais sur les magnéto-coupleurs mais il s'agit d'une solution dégradée (le pointage est moins précis) et seuls trois des sept instruments peuvent continuer à collecter des données. Heureusement le satellite SolarMax a été conçu dès le départ pour pouvoir être réparé en orbite et une mission de la navette spatiale américaine se voit assigner la tache de remettre en état le satellite.
STS-41C, onzième mission de la navette spatiale et cinquième vol de Challenger, qui est lancée le 11 avril 1984, a dans ses objectifs la réparation du satellite. Deux des membres de l'équipage de la navette, George Nelson et James van Hoften, effectuent une sortie extravéhiculaire dans le but de capturer le satellite et d'effectuer les réparations. Ils doivent non seulement remettre en état le système de contrôle d'attitude mais également remplacer l'électronique défectueuse d'un des instruments et remplacer l'antenne parabolique, donnant ainsi la possibilité de communiquer avec la Terre en passant par les satellites relais TDRS. Il s'agit de la première opération de réparation d'un satellite en orbite.
La réalisation de la réparation allait s'avérer beaucoup plus difficile que prévu. Il était prévu que le satellite en rotation soit capturé à l'aide du bras Canadarm piloté depuis la navette par un astronaute puis que celui-ci annule le mouvement de rotation pour permettre son insertion dans la soute cargo de la navette spatiale où devait s'effectuer les réparations. Mais les trois tentatives de capture échouent à cause de la présence d'une pièce faisant obstruction et qui n'était pas présente dans les plans du satellite. Un astronaute improvise alors une autre solution : il saisit à la main l'extrémité d'un panneau solaire et tente d'annuler le mouvement de rotation du satellite en utilisant les propulseurs de son MMU. Mais cette manœuvre aggrave le problème : le satellite se met à tourner encore plus rapidement et  des oscillations se propagent sur les autres axes. Les panneaux solaires n'étant plus pointés vers le Soleil, les batteries s'épuisent rapidement. Pour se donner du temps, les contrôleurs au sol arrêtent tous les équipements non vitaux. Ils parviennent finalement à rétablir son orientation in extremis. Une fois stabilisé, le satellite est amené dans la soute, où les astronautes procèdent au remplacement du système de contrôle d'attitude et de l'électronique de l'instrument S/C. La réparation est une réussite et permet de prolonger la durée de vie du satellite de cinq ans.

## Fin de mission
La collecte de données peut reprendre et elle se poursuit jusqu'au 24 novembre 1989. A cette date, l'orbite qui avait lentement décru est devenue trop basse et le satellite commence à circuler dans une région de l'espace plus dense qui ne lui permet plus de maintenir ses instruments pointés vers le Soleil. La mission de Solar Maximum Mission s'achève le 2 décembre 1989, lorsque le satellite rentre dans l'atmosphère et se désintègre.

## Caractéristiques techniques
SolarMax est un satellite de 2,3 tonnes et d'environ 4 mètres de long pour 2,3 mètres de diamètre. Le module regroupant l'instrumentation scientifique occupe les deux premiers mètres. Deux panneaux solaires fixes sont attachés à un adaptateur fixé entre ce module scientifique et la plate-forme standardisée de type MMS (Multimission Modular Spacecraft) développé par la société Fairchild. Celle-ci a également été utilisée par les satellites Landsat 4 et 5, TOPEX/Poseidon, UARS, et EUVE. Les panneaux solaires fournissent entre 1500 et 3000 Watts. Les données sont transmises vers la Terre en bande S. Le débit est considérablement augmenté en cours de mission à la suite du déploiement des satellites relais géostationnaires TDRS.

### Instrumentation
SolarMax emporte sept instruments scientifiques permettant d'observer le Soleil sur l'ensemble du spectre électromagnétique, :
- le spectromètre à rayons gamma GRS (Gamma Ray Spectrometer) mesure l'intensité, l'énergie et l'effet Doppler de ce rayonnement pour en déduire la manière dont les particules à haute énergie produisent les éruptions solaires. L'instrument mesure le rayonnement entre 14 keV et 140 MeV. Les observations effectuées démontrèrent d'une part que les émissions de rayonnement gamma étaient courantes même lorsque la puissance des éruptions  solaires étaient modestes et d'autre part que les particules étaient accélérées jusqu'à atteindre des énergies élevées en quelques secondes. L'instrument comprenait plusieurs types de détecteur pour couvrir l'ensemble du spectre observé : sept détecteurs NaI-Ti pour la bande spectrale 0,3-0,9 MeV avec une précision de 7%, un cristal CsI-Na sensible au rayonnement gamma entre 10 et 140 MeV et aux neutrons ayant une énergie supérieure à 20 MeV. Un système auxiliaire était chargé d'observer les flux de rayons X durs dont l'énergie était comprise entre 10 et 140 keV. La résolution temporelle était comprise entre 2 et 17 secondes mais pouvait descende à 64 millisecondes dans la bande spectrales 300-350 keV.
- le spectromètre à rayons X durs HXRBS ( Hard X-Ray Burst Spectrometer) déterminer le mécanisme d'accélération des électrons ayant une énergie de 20 à 100 keV dans la première phase  des éruptions solaires et de plus de 1 MeV dans la deuxième phase. L'expérience devait également permettre de définir la relation spatiale et temporelle entre l'accélération des électrons et le processus de stockage/perte d'énergie via l'éruption. L'instrument était un spectromètre à collimation utilisant un scintillateur CsI(Na) produisant des mesures d'énergie dans 15 canaux entre 25 et 500 keV avec une résolution temporelle de 128 millisecondes.
- le spectromètre imageur à rayons X HXIS (Hard X-Ray Imaging Spectrometer) doit produire une image du Soleil dans ce spectre et fournir des informations sur la position, l'étendue et le spectre des rayons X durs dans les éruptions solaires. Son objectif était de déterminer le processus par lequel les électrons généraient des rayons X durs. L'instrument était un collimateur imageur constitué de dix grilles divisées chacune en 576 sections et d'un détecteur sensible aux positions comprenant 900 compteurs proportionnels miniaturisés. Le champ de vue était de 2,76 minutes d'arc (pixel de 8 secondes d'arc), l'énergie était mesurée dans 6 bandes comprises entre 3,5 et 50 keV avec une résolution temporelle de 1,25 secondes.
- le radiomètre ACRIM-1 (Active Cavity Radiometer Irradiance Monitor-1) mesure l'énergie produite par le Soleil sur tout le spectre électromagnétique (Constante solaire). ACRIM-1 est composé de trois radiomètres à cavité actifs avec un champ de vue de 5°. L'instrument effectue des mesures toutes les deux minutes. La précision des mesures était supérieure à 0,002% durant les 300 premiers jours.
- le spectromètre / polarimètre ultraviolet UVSP (Ultraviolet Spectrometer and Polarimeter) analyse le rayonnement ultraviolet du Soleil en particulier celui émis par les régions actives, les éruptions solaires et la couronne solaire. Il comprend un télescope grégorien ayant une résolution spatiale de 2 secondes d'arc, un spectromètre et cinq photomultiplicateurs. L'instrument permet d'obtenir des images du Soleil dans quatre longueurs d'onde en ultraviolet (entre 0,1 et 3 Ångströms). Le télescope pivote pour permettre la réalisation d'une image du Soleil de 256 x 256 pixels. Un polarimètre rotatif est utilisé pour des mesures du champ magnétique. Durant les périodes d'activité du Soleil l'instrument est également utilisé pour fournir des données de pointage et temporelles aux autres instruments. Le reste du temps il fournit également des mesures des concentrations d'ozone en observant les occultations du Soleil au lever et au coucher de l'astre. Le mécanisme permettant de modifier la raie spectrale observée est victime d'une anomalie de fonctionnement en avril 1985 et reste bloquée sur la longueur d'onde observée 1,38/2,76 Å.
- le coronographe / polarimètre C / P (Coronagraph / Polarimeter) fournissait des images de la couronne solaire en lumière visible. L'objectif était de caractériser les modifications de la couronne solaire en observant les structures magnétiques à grande échelle et leurs évolutions. L'instrument était un coronographe Lyot avec un détecteur de type vidicon. Une série de ;
- le spectromètre à rayons X XRP (X-Ray Polychromator) mesure l'activité solaire à l'origine des températures du plasma atteignant 15 à 50 millions de degrés. Il doit mesurer la densité du plasma solaire et sa température.

| Instrument | Type                       | Caractéristiques                                                                                     | Mesures                                        | Responsable scientifique |
| ---------- | -------------------------- | --- | ---------------------------------------------- | --- |
| UVSP       | Spectromètre / Polarimètre | |                                                | Einar A. Tandberg-Hanssen, Centre de vol spatial Marshall (NASA)                                                                            |
| ACRIM-I    | Radiomètre                 | 0,001-1000 microns                                                                                   | Irradiance solaire                             | Willson, Richard C, Jet Propulsion Laboratory (NASA)                                                                                        |
| GRS        | Spectromètre gamma         | 0.01-100 MeV                                                                                         |                                                | Edward L. Chupp, Université du New Hampshire                                                                                                |
| HXRBS      | Spectromètre rayons X durs | 20–260 keV                                                                                           |                                                | Kenneth J. Frost, Centre de vol spatial Goddard (NASA).                                                                                     |
| XRP        | Spectromètre rayons X      | |                                                | Loren W. Acton (Lockheed Palo Alto) J. Culhane (University College de Londres) Alan-Henri Gabriel Leonard (Laboratoire Rutherford Appleton) |
| HXIS       | Spectromètre rayons X mous | 3.5–30 keV                                                                                           |                                                | Cornelis Jager, Université d'Utrecht |
| C/P        | Coronographe / Polarimètre | 446,5-658,3 nanomètres champ de vue : 1,5 à 6 rayons solaires Résolution spatiale 6,4 secondes d'arc | Densité des électrons dans la couronne solaire | Lewis L. House High Altitude Observatory |

## Résultats scientifiques
Au cours de la mission SolarMax a observé plus de 12 000 éruptions solaires et plus de 1 200 éjections de masse coronale. Son coronographe a réalisé environ 240 000 images de la couronne solaire.
Les données recueillies par l'instrument ACRIM-1 démontrent que, contrairement aux hypothèses en vigueur, le soleil est plus brillant pendant les périodesoù les taches solaires plus sombres sont les plus nombreuses. L'explication est que ces taches sont entourées de facula, des structures extrêmement brillantes, qui compensent largement l'assombrissement lié à la tache elle-même. Entre 1987 et 1989, la mission découvre 10 comètes rasantes au Soleil.

## Analyse des débris spatiaux
Durant l'opération de réparation en orbite du satellite, les astronautes retirent et ramène dans la navette spatiale 1,5 m² d'isolant thermique et 1 m² de persiennes en aluminium. Ces composants de SolarMax qui ont séjourn& dans l'espace durant 50 mois sont ramenés sur Terre pour étudier la fréquence et les impacts des micrométéoroïdes. L'isolant thermique est constitué de 17 couches de kapton aluminé séparées par des filets de dacron. Sur une superficie de 0,5 m², on découvre 160 impacts de micrométéoroïdes ayant réussi à percer la première couche de kapton et 1 000 autres cratères créés par des particules arrêtées par celle-ci. L'analyse des cratères formés par les particules ayant frappé le revêtement démontre que nombre d'entre eux contiennent du titane, du zinc, du potassium, du silicium et du chlore qui entrent dans la composition des peintures utilisées pour les applications spatiales à la NASA. Il est déduit qu'il y a en orbite terrestre basse deux fois plus de débris spatiaux d'origine humaine que de météoroïdes.

### Sources
- (en) SMM Principal Investigator Teams, NASA's Solar Maximum Mission : a Look at a New Sun, NASA, juin 1987, 46 p. (lire en ligne) Résultats de la mission Solar Max.
- (en) NASA Goddard,, The Solar Maximum Repair Mission, NASA, 1984, 21 p. (lire en ligne) Description de la mission de la navette spatiale chargée de la réparation Solar Max.
- (en) Peter Bond, Solar Surveyors : Observing the Sun from Space, Springer, 2022, 535 p. (ISBN 978-3-030-98787-9)